# Business Intelligence
Business intelligence (BI) — обозначение компьютерных методов и инструментов для организаций, обеспечивающих перевод транзакционной деловой информации в читаемую для человека форму, а также средства для массовой работы с такой обработанной информацией.
Цель BI — интерпретировать большое количество данных, заостряя внимание лишь на ключевых факторах эффективности, моделируя исход различных вариантов действий, отслеживая результаты принятия решений.
BI поддерживает множество бизнес-решений — от операционных до стратегических. Основные операционные решения включают в себя позиционирование продукта или цен. Стратегические бизнес-решения включают в себя приоритеты, цели и направления в самом широком смысле. BI наиболее эффективен, когда он объединяет данные, полученные из рынка, на котором работает компания (внешние данные), с данными из источников внутри компании, таких как финансовые и производственные (внутренние данные). В сочетании внешние и внутренние данные дают более полную картину бизнеса, или те самые «структурированные данные» (англ. intelligence) — аналитику, которую нельзя получить только от одного из этих источников.
Термин впервые появился в 1958 году в статье исследователя из IBM Ханса Питера Луна (англ. Hans Peter Luhn), определившего BI как «возможность понимания связей между представленными фактами». BI в современном понимании эволюционировал из систем для принятия решений, которые появились в начале 1960-х годов и разрабатывались в середине 1980-х годов.
В 1989 году Ховард Дреснер (позже аналитик Gartner) определил Business Intelligence как общий термин, описывающий «концепции и методы для улучшения принятия бизнес-решений с использованием систем на основе бизнес-данных».
Ральф Кимболл выделил три самых важных аспекта для успешной реализации BI-проекта:
- уровень финансирования и поддержки со стороны руководства;
- степень востребованности проекта для конкретного бизнеса;
- объём и качество доступных бизнес-данных.

В 2012 году мировой рынок услуг в сфере Business Intelligence оценивался в $13,1 млрд. По прогнозам специалистов к 2027 году эта сумма будет составлять $60,49 млрд.